# Mednarodni festival računalniške umetnosti
Mednarodni festival računalniške umetnosti, znan tudi pod kratico MFRU je v Sloveniji in tudi širši regiji v svojih začetkih opravil pionirsko delo pri predstavljanju teorije in umetniške prakse računalniške umetnosti in novih medijev ter je tako ena od osrednjih inštitucij računalniške, elektronske, novo medijske, inter(trans) medijske oziroma interdisciplinarne umetnosti v regiji, ki skrbi tako za predstavitev kot tudi za razvoj te umetnosti in teorije.

## Zgodovina
Mednarodni festival računalniške umetnosti (MFRU) je prvič potekal leta 1995 v Mariboru, Slovenija. Na festivalih se je zvrstilo na desetine domačih in tujih umetnikov, umetnic, teoretičark in teoretikov, kuratorjev in kuratoric. Med njimi je bilo kar nekaj svetovnih zvezd in pionirjev računalniške in elektronske umetnosti, ki so v tej veji sodobne umetnosti pustili neizbrisen pečat s svojo umetniško prakso, poznavanjem tehnologije in umeščanjem novo medijske umetnosti v družbeni kontekst.

## Potek
Mednarodni festival računalniške umetnosti poteka vsako leto približno pet dni v mesecu oktobru v organizaciji javnega zavoda Mladinski kulturni center Maribor (MKC Maribor).
Program je sestavljen iz razstav umetniških instalacij, performansev, koncertov, diskurzivnega programa, delavnic in spremljevalnih dogodkov, ki jih izbirajo povabljeni kuratorji in selektorji ter programski vodje festivala, ki v zadnjih letih delujejo v logiki triletnega mandata.
Festival je vedno povezoval različne lokacije in prostore v mestu in tudi v sosednjih mestih oziroma različne mestne, regijske in mednarodne producente, institucije in festivale podobnih zanimanj. Že od samega začetka je vzpostavil sodelovanje z izobraževalnimi institucijami vseh nivojev, torej od vrtcev, osnovnih in srednjih šol, do univerz in akademij novo medijskih programov iz Maribora, Slovenije in mednarodnega prostora.
Že vrsto let poteka tudi izbor treh najboljših študentskih intermedijskih umetniških projektov, ki so predstavljali v okviru festivala ter dobijo tudi denarno nagrado.

## Seznam festivalskih edicij

### 1995 – 1. MFRU
Prva festivalska edicija je potekala med 19. 8. in 2. 9. 1995. Prvenstveno je bila namenjena predstavitvi slovenskih računalniških umetnosti oz. slovenskih ustvarjalcev računalniške umetnosti. 

Tema: Predstavitev slovenskih računalniških umetnosti
Selektorji: Marina Gržinić, Aleksandra Kostić, Jože Slaček
Seznam sodelujočih:
Andrej Troha, Atanor (Sašo Dimitrovski, Vesna Peteršin, Aleksander Ruben, Arijan Šiška, Florent - Olivier Xardelle), Werkstadt Graz, Vojko Pogačar, Špela Hudnik, Machiko Kusahara, Inštitut informacijskih znanosti Maribor (IZUM), Peter Ciuha, Tjaša Demšar, Marina Gržinić + Aina Šmid, Darij Kreuh, Metod Vidic, Art Futura, Marko Peljhan (Ladomir - OAKTYPA) + Alfred Anžlovar + Luka Frelih + Grega-Tao Vrhovec-Samobolec, Mitja Praznik, Bojan Štokelj, Erkki Huhtamo, Neven Korda, ICC Tokijo, Studio K7, Christan Vanderborght, Archiomediala, British Computer Animation, Zemira Alajbegovič, Mitja Reichenberg, Bogdan Soban, Inštitut Egon Marč - Marko Košnik Virant, Sašo Jankovič, INTIMA Theatre, OŠ Milan Šušteršič, Marjan Kokot, Josef Klammer + Seppo Grundler, Andrej Škrlep, Darij Zadnikar, Božidar Kante, Srečo Dragan, Janez Strehovec

### 1996 – 2. MFRU
Drugi MFRU je potekal med 24. 8. in 2. 9. 1996. Tematsko so ga posvetili odnosu med tehnologijo in telesom, denimo možnostim alternativnih teles oz. teles prihodnosti. V sklopu festivala je performiral ciprsko-avstralski umetnik Stelarc, ki je v svoji umetniški praksi osredišča koncept človeškega telesa kot nečesa zastarelega, nečesa, kar je s tehnologijo potrebno razširiti, izboljšati oz. nadgraditi.

Tema: Nova telesnost
Selektorji: Erkki Huhtamo, Aleksandra Kostić, Machiko Kusahara, Jože Slaček

Seznam sodelujočih:
Georg Legrady, Erkki Huhtamo, Igor Štromajer, Bojana Kunst, Marina Gržinić + Aina Šmid, Marko Rodošek, Machiko Kusahara, Monika Fleischmann, Wolfgang Strauss, Margaret Morse, Stelarc, Kathy Rae Huffman, Vuk Ćosić, Luka Frelih, Teo Spiller, Trevor Batten, Marko Butina, EIKE, Alain Escalle, Takahiko Iimura, Branka D. Jurišić, Raj Petrot Kraljev, Darij Kreuh, Sigrid Langrehr, Petra de Nijs, OŠ Borci za severno mejo, Maribor, Rozika Puvar, Nada Prlja, Mojca Sekulić, Ivo Buda, Jacek Szleszynski, Rasa Smite + Raitis Smits, Sokolski dom Ilirska Bistrica (Marko Sekatin, Miloš Barbiš, Marko Gorišek, Franc Dovgan), Marko Seketin, CYBERFLASH, Bojan Štrokelj, Srečo Dragan, Aleksandro Amaducci, Vojko Pogačar, Pavel Kopriva, Wojciech Bruszewski, Janez Strehovec, Boris Horvat, Blaž Zupan, Raj Pertot Kraljev

### 1997 – 3. MFRU
Tretji festival je potekal med 2. in 10. oktobrom 1997. Ključno programsko izhodišče je bil odnos med ustvarjalcem, ki so ga koncipirali kot oddajnika in gledalcem, ki so ga razumeli kot sprejemnika. A pri tem lahko tudi gledalec postane oddajnik in umetnik sprejemnik, poziciji se zamenjata in doseže se interaktivnost.

Tema: Interaktivna umetnost
Selektorji: Jože Slaček, Aleksandra Kostić, Peter Tomaž Dobrila

Seznam sodelujočih:
Petra de Nijs, Teo Spiller, Marko Rodošek, Paul Sermon, Simon Briggs, Darij Kreuh, Srečo Dragan, Marjetica Potrč, Alenka Pirman, Petra Varl Simončič, Igor Štromajer, Dragan Živadinov, Dolores Šegina, Dejan Štampar, Borut Wenzel, Nataša Prosenc, Darko Golija, Damijan Kracina, Darinko Kores-Jacks, Franc Purg, Sašo Janković, Janez Strehovec, Bojan Štrokelj, Dejan Flaškar, Mirja Koštomaj, Igor Kuduz, Vladislav Knežević, Simon Bogojević Narath, Marko Kalogjera, Thomas Bayrle, Anne Farrell, Phil Earle, Paul Booker, DJ Ozzy, Nigel Helyer, Ken Gregory, Margaret Jahrmann + Max Moswitzer, Primary School Bratov Polančičev, Marko Marjaž, Marti Ribas + Nuria Garcia, Matjaž Godec, Čriček, Leonard Rubins, Sokolski dom Production Ilirska Bistrica

### 1998 – 4. MFRU
Četrti MFRU je potekal med 11. in 15. majem 1998. Teme tokrat niso določili. Ena izmed najbolj odmevnih udeleženk festivala je bila ruska pionirka internetne umetnosti in teoretičarka Olia Lialina. 

Selektorja: Igor Štromajer, Stelarc

Seznam sodelujočih:
Olia Lianina, Srečo Dragan, The Stroj, Random Logic, Bojan Štokelj, Jaka Železnikar, Christina Goestl, Bogan Soban, Leonard Rubins, Marko Rodošek, Marryann, Trevor Batten, Heidemarie Seblatnig, Jordan Crandell, Teo Spiller, Stelarc, Melita Zajc, Bojana Kunst, Mojca Kumerdej, Janez Strehovec, Laibach, Gledališče čez cesto, OŠ Bojana Ilicha, Vuk Ćosić, Marko Peljhan, Marjan Kokot, Koda Publishing House, Brane Zorman, Netbase to, Damijan Kracina, Dominik Križan, Gašper Jemec, Wipeout

### 1999 – 5. MFRU
Peta festivalska edicija je potekala med 9. in 15. majem 1999. Krovne teme ponovno niso izbrali. Pomemben del programa so bili premisleki o kibernetičnem feminizmu, ki so ga razumeli ne zgolj kot (arheološko) orodje, temveč kot dejanje za uveljavljanje pomena, saj odpira tehnične, politične, etične in pravne interpretacije. V sklopu festivala so izdali zbornik prispevkov Spektralizacija tehnologije: Od drugod do kiberfeminizma in nazaj, ki ga je uredila Marina Gržinić v sodelovanju z Adele Eisenstein.

Selektorji: Marina Gržinić, Stelarc, Igor Štromajer

Seznam sodelujočih:
Igor Štromajer, cw4t7abs, Stelarc, Rainer Linz, Steven Middleton, Rachel Armstrong, Lisa Brandt, Cornelia Sollfrank, Kathy Rae Huffman, Helene von Oldenburg, Claudia Reiche, Eva Ursprung, Marina Gržinić, Margarete Jahrmann, Gordana Andjelić Galić, Eclipse, Jill Godmilow, Enes Zlatnar, Darij Kreuh, Bogdan Soban, Martin Očko, Marjan Šijanec, Gordana Novaković, Teo Spiller, Mark Tribe, Brian Goldfarb, Aleksander Bassin, Morfej, hHex, Klon ART, I O SUB SYStems, Marko Rodošek, Branko Cerovac, SERŠ Maribor, Tine Gornik, Peter Janžič, Jaka Uršič, Tine Erjavec, Denis Škrbal, OŠ Ludvik Pliberšek, Andrius Ventslova, Bojan Štokelj, Leonard Rubins, Bojan Jurc, Yam Damil, Blind Passengers

### 2000 – 6. MFRU
Šesti MFRU je potekal od 23. do 27. maja 2000. Ponovno so v ospredje postavili razumevanje telesa. Selektorica Kathy Rae Huffman se je pri svojem izboru osredotočila na VRML predstavitve in E-dentity obstoj, Marina Gržinić pa telo, ženske strategije in vizualizacijske projekte v digitalnih medijih, Jurij Krpan pa na projekte, ki se ukvarjajo z razvijanjem protez delov telesa.

Tema: Pojavnost in odnosi do telesa v umetnosti odvisni od novih tehnologij
Selektorji: Kathy Rae Huffman, Marina Gržinić, Jurij Krpan

Seznam sodelujočih:
Teo Spiller, Marina Gržinić, Nina Czegledy, Marikki Hakola, Ardele Lister, Kathy Rae Huffman, Ken Feingold, Arthur Elsenaar, Stelarc, Chico McMurtrie, Stahl Stenslie, Marcel-Li Antunez Roca, Dr Igor Čuček, Dr Miro Gurnee, Dr Tomislav Klokočovnik, Dr Matjaž Jeras, Dr Mio Knežević, Ive Tabar, Karel Dudesek, Luka Drinovec, Tanja Ostojić, Martin Očko, Leonard Rubins, Video Data Bank, Božidar Svetek, Interakt, Janja Rakuš, Werkstadt Graz, Marjan Šijanec, Tomaž Brenk, Simon Šimat, Albin Bezjak, Gorazd Špajzer, Martin Smitz, Aleksandra Globokar, Vuk Ćosić, Ile Cvetovski, Kristina Miljanovski, Zvonomir Bakotin, Arghyro Paouri, Maria Pallier, Marko Rodošek, Srečo Dragan, David Kokalj, Anica Uhan, Andreja Nunar, Goran Šajn, Jaka Krivic, Van Gogh TV, Vienna Faculty of Applied Arts, Bojana Kunst, Matjaž Kurinčič, Primož Dujc, Živa Moškrič, Tina Kolenik, Ciril Horjak, Markelj, Susa, Klavdij Zalar, Dušan Bučar, Miha Perčič, Robert Černelč, Franc Solina, OŠ Franc Rozman Stane, Veztax, Joel Mull, Shocker-D, Trick-C, Damon Wild, Umek, Tine, Teenage Techno Punk, Diskordia, Smart, Aleksij, Alen, Dave Slide, Mery, Programme 5

### 2001 – 7. MFRU
Sedmi MFRU se je odvil med 22. in 26. majem 2001. Krovni temi sta bili tokrat dve, vsako je prispevala ena selektorica. Festivalska tema Kathy Ree Huffman je bila predstavitev »Hull Time Based Arts«, festivalska tema Eve Ursprung pa »Od virtualnega do realnega«.

Selektorici: Kathy Rae Huffman, Eva Ursprung
Kurator: Jurij Krpan
Vodja festivala: Jože Slaček

Seznam sodelujočih:
Heimo Ranzenbacher, Werner Jauk, Alien Productions, Rob Gawthrop, Beverly Hood, Rachel Baker, Chico MacMurtrie, Cym, Bob Levene, Rahel Zweig, Ales Zemene, Mike Hentz, Gillian Dyson, Drew Hemment, lizvlx, son:DA, Timothy Duckrey, Chris Gladwin, Andrea Sodomka, Akademija za likovno umetnost - katedra za video, Fakulteta za računalništvo in informatiko - Laboratorij za računalniški vid, Ljubljana, Robert Černelč, Andrej Kustec, Mladen Stropnik, Živa Moškrič, Martina Gobec, Vasja Lebarič, Zoran Srdić, Boštjan Kavčič, Gorazd Bizjak, Nataša Sušek, Sašo Sedlaček, Dušan Bučar, Dominik Križan, Narvika Bovcon + Aleš Vaupotič, Žiga Kariž + Tobias Putrih, Minken Tokyo Ljubljana, Eclipse, Boris Benčič, group Kitsch (Lana Zdravkovič + Nenad Jelesejevič), Petar Dundov, Elex Red, Alen Sforzina, Shocker D, Blaž

### 2002 – 8. MFRU
Osmi festival je potekal od 28. maja do 1. junija 2002. 

Tema: Telesa digitalne umetnosti. TELO: minljivo, bolno, klonirano in erotično v objemu tehnologije
Selektorja: Jože Slaček, Eva Ursprung
Selektor skupinske razstave ALU: Srečo Dragan

Seznam sodelujočih:
Keiko Takahashi + Shinji Sasada, Dietmar Offenhuber, Markus Decker, Jomasound, son:DA, Virtualne baze Intima + Igor Štromajer, Srečo Dragan, Stelarc, Dušan Zidar, Eva Ursprung + Heimo Ranzenbacher, Takumi Endo, Norman Lin, Zoran Srdić, Gašper Jemec + Sylvia Smejkalova, Narvika Bovcon + Aleš Vaupotič, Boštjan Kavčič, Kristina Horvat Blažinović, Arven Šakti Kralj, Jernej Mali, Dušan Bučar, Kitsch Art, Franc Solina, MULTI VIDEO 2002 video production ALU (Mladen Stropnik, Metka Zupanič, Jelena Šimunić, Boštjan Lapajne, Tomaž Tomažin, Matej Košir, Miran Pflaum, Nikolaj Vogel, Luka Mancini, Jan petrič, Helena Križnar, Matjaž Čuk, Boštjan Kavčič, Tanja Vergeles, Maja Pučl, Ana Zadnik, Sanela Jahić, Matej Laurenčič, Valentina Verč, Vesna Čadež, Eugenija Jarc, Lucija Stramec, Martina Bastarda, Mateja, Ocepek, Nataša Skušek, Polona Demšar, Ana Gruden, Arven Šakti Kralj, Narvika Bovcon, Aleš Vaupotič, Robert Černelč, Andrej Kustec, Boris Benčič), Dominik Olmiah Križan, Ines Krasić, Sašo Sedlaček, Blutwurst, Borut Bogataj, Marina Gržinić

### 2003 – 9. MFRU
Deveta festivalska edicija je potekala med 28. majem in 6. junijem 2003. Program se je osredotočal na nenehne spremembe, ki nastajajo z uporabami tehnologij na področjih umetnosti, seksualnosti in družbe in s tem radikalno spreminjajo svet.

Tema: Transformacije, metamorfoze
Selektorji: Simona Vidmar, Marina Gržinić, Jože Slaček

Seznam sodelujočih:
Allecquére Rosanne (Sandy) Stone, Fundación Rodríguez (Natxo Rodríguez Arkaute, Fito Rodríguez Bornaetxea), Nina Kovacheva + Valentin Stefanoff, Bogdan Soban, Marko Rodošek, D*I*R*T*Y, Neven Korda, Aleš Vaupotič, Narvika Bovcon, Dominik Križan, Barbara Jurkovšek, Franc Solina, Peter Peer, Samo Juvan, Borut Batagelj, Ana Šustar, Renata Tegelj, Matej Modrinjak, Ana Zadnik, Vedran Vražalić, Metka Zupanič, Gašper Jemec, Sylva Smejkalova, Nenad Jelesijević, Arven Šakti Kralj, Boštjan Lapajne, Kristina Horvat Blažinović, Narvika Bovcon + Aleš Vaupotič, Sanela Jahić, Študenti katedre za video in nove medije Akademije za likovno umetnost v Ljubljani (Ajdin Bašič, Polona Lovšin, Tomaž Tomažin, Tanja Dabo, Andrej Lavrenčič, Karmen Tomšič, Aleksander Bezlan, Žiga Testen, Živa Kalaš, Polona Šterk, Nina Vrhovec, Sonja Šunker, Jana Škrlep, Ingrid Potuek, Mojca Buljan, Maja Smrekar, Nataša Colja, Irena Osterman, Kristijan Pirc, Marina Gruden, Vesna Blasgotinšek, Luka Leskovšek, Urša Drabik, Klemen Volovšek, Vladana Matič, Karmen Bajec, Anja Tolar, Nataša Moškrič, Miha Erman, Neja Kutin, Ana Pertinač, Ana Sluga, Dana Avguštin, Martina Giuliatti, Ana Zadnik, Sanela Jahić, Narvika Bovcon, Aleš Vaupotič, Nika Oblak, Primož Novak, Arven Šakti Kralj, Mladen Stropnik, Kristina Horvat Blažinovič, Metka Zupanič, Aleksandra Kajbič), Simon Kardum, Dragica Marinič, Zvone Štor, Srečo Dragan, Dušan Bučar, Peter Tomaž Dobrila, Meta Trampuš, Zoran Savin, Ivan Pal, Bojan Golčar, Vuk Ćosić, Luka Dekleva, Alex Sword, John Chevalier, Simon Kardum, Dragica Marinič, El Bahattee

### 2004 – 10. MFRU
Deseti festival je potekal med 11. in 15. majem 2004. Glavne teme niso določili. Ob deseti obletnici so v sodelovanju z Masko izdali zbornik Prihodnost računalniške umetnosti & zgodovina Mednarodnega festivala računalniških umetnosti v Mariboru 1995–2004, ki ga je uredila Marina Gržinić. 

Selektorji: Peter Weibel, Simona Vidmar, son:da, Narvika Bovcon, Aleš Vaupotič, Srečo Dragan, Marina Gržinić, Jože Slaček, Jurij Krpan, Miloš Bašin

Seznam sodelujočih:
Constanze Ruhm, David Link, Sibylle Hauer + Daniel Reichmuth, Marnix de Nijs + Edwin van der Heide, Branko Zupan, Beatrix Bakondy, Borjana Ventzislavova + Miroslav Ničić, Kerstin von Gabain, Melonova (Dunja Kukovec, Luka Prinčič), son:da + Miha Ciglar + Samo Pečar, E-CART, Barak Reiser, Alexander Zika + Eftychia Shinas, Johan Thom, YOlk Art, Franc Solina, Boštjan Kavčič, Narvika Bovcon + Aleš Vaupotič, Klemen Gorup, Gašper Jemec, Metka Zupanič, Vedran Vražalič, Nika Oblak + Primož Novak, kitsch shop, Nadav Sagir, Goran Skofic, Liza Zufic, Goran Cace, Matija Debeljuh, Marija Prusina, Hannah Böck, Dorian Bonelli, Alice Cannova + D. B., magaZINE no.1, Sonja Draub, Eduard Freudman + Ramon Grendene, Priska Graf, Christian Sperl, Moira Hille + Katharina Lampert + Ralo Mayer & Dragicevic, ivan & laura + chris gierlinger, David Kellner, Lilla Khoor, Koloman Kann, Consuela Kunz, Christian Mayer, Ralo Mayer + Phillip Haupt, Eduard Freudmann + Henning Schorn, Achim Stiermann + Roland Seidel, Julia Wagner, Razstava Narave (Andrej Zdravič, Miha Vipotnik, Mark Požlep, Primož Seliškar, Urša Vidic, Karmen Tomšič, Aleksandra Gruden, Barbara Jurkovšek, Nataša Skušek, Matej Košir, Lisa Jevbratt, Magdalena Pederin)

### 2005 – 11. MFRU
Enajsta edicija festivala je potekala med 10. in 13. majem 2005. Tudi to leto niso izbrali glavne teme. Potekala je v štirih mestih, poleg Maribora še v Ljubljani, Kopru in Zagrebu. Organizirali so tudi razstavo del študentov Akademije za likovno umetnost v Ljubljani, Zgornjeavstrijske univerze uporabnih umetnosti in Beograjske Univerze umetnosti, naslovljene Video Match. 

Kuratorji: Peter Weibel, Narvika Bovcon, Aleš Vaupotič, Srečo Dragan, Miloš Bašin, Jože Slaček

Seznam sodelujočih:
Markus Huemer, Orhan Kipcak, Laura Beloff + Erich Berger + Martin Pichmair, Andruid Kerne + Interface Ecology Lab, Marcos Weskamp + Dan Albritton, Runme.org (Amy Alexander, Florian Cramer, Matthew Fuller, Olga Goriunova, Thomax Kaulmann, Alex McLean, Pit Schultz, Alexei Schulgin, The Yes Men, Hans Bernhard, Alessandro Ludovico), Seven Mile Boots, ArtNetLab (Narvika Bovcon, Aleš Vaupotič), IRWIN, Martin Bricelj, Wikipedija Slovenija, SCCA-Ljubljana, Creative Commons Slovenia, LeCielEstBleu, Dušan Bučar, Eclipse, Miha Ciglar, Bogdan Soban, Gorazd Krnc, Boštjan Kavčič, Klemen Gorup, Gašper Demšar, Vanja Mervič, Tilen Žbona, Martina Zelenika, Robi Caglič, Vesna Čadež, Evelin Stermitz, Nadav Sagir, Narvika Bovcon + Aleš Vaupotič, Video Match ALU video: Akademija za likovno umetnost, Univerza v Ljubljani (Luiza Margan, Tomaž Furlan, Klemen Jeraša, Uroš Potočnik, Brina Torkat, Ana Čigon, Julijan Borštnik, Dominik Mahnič, Vita Žgur, Nina Slejko, Mark Požlep, Video Match FH Hagenberg: Zgornjeavstrijska univerza uporabnih umetnosti (Hannes Brandner, Adam Gokzecade, Jörg Grubmüller, Jürgen Haderer, Michael Mayr, Robert Priewasser, Heinz Sams, Sabine Schauer, Christoph Schaufler, Andreas Gessl, David Zuderstorfer, Daniel Kuales, Christian Hanl, Florian Landerl, Stefan Unterhuber, Johannes Wohlgemuth, Claudia Wohlmuth, Iris Hekel, Stefan Weninger, Birgit Schuhmann, Florian Hausberger, Gerald Painsi, Reinhard Feichtinger, Jochen Leopold, Alexander Lang, Martin Aufinger), Video Match 05 Retro-vision: Univerza umetnosti, Beograd (Jovan Čekić, Maja Stanković, Antea Arizanović, Maja Rakočević, Arion Asllani, Tatjana Krstevski, Ivana Ilić, Bojana Nikolić, Sara Oblišar, Đorđe Arambašić, Vlada Paunović, Danijela Popović, Ivana Smiljanić, Milica Ružičić, Ana Nedeljković), Razstava Narave.2 (Muratbek Djoumaliev, Gulnara Kasmaileva, Miha Vipotnik, Milanka Fabjančič, Andreja Eržen, Barbara Jurkovšek, Judita Kavčnik, Toni Meštrović, Boštjan Perovšek + Miran Brumat, Uroš Potočnik, Olga Pirih + Vladimir Ristić, Alenka Premru, Robetina Šebjanič, Jurij Selan, Gaja Zornada)

### 2006 – 12. MFRU
Dvanajsta edicija je potekala od 8. do 12. maja 2006. Dunja Kukovec in Marina Gržinić sta bili selektorici za mariborski del festivala, ostali spodaj navedeni selektorji pa so bili zadolženi za ljubljanskega.

Tema: Zažgi, Vklopi se, Izpadi. (naslov osrednje festivalske razstave v Mariboru)
Selektorji: Dunja Kukovec, Marina Gržinić, Peter Weibel, Jaka Železnikar, Narvika Bovcon, Aleš Vaupotič, Srečo Dragan, Dušan Bučar, Miloš Bašin

Seznam sodelujočih:
ambinetTV.net (Manu Luksch + Mukul Patel), Selda Asal, Miljana Babić, Marko Batista, Luka Frelih, Ana Hušman, NOMADTV (Basak Senova, Erhan Muratoglu, ZeN, Dermidi Angla, Ertuğ Uçar, Simge Goksoy, Cem Yardimci, John Barret, Ceren Oykut, Selda Asal, Guven Catak, Serap Dogan, Ozlem Sulak), Neuropolitan Chiron Morphenus + Borut Savski, Luka Prinčič, Ran Slavin, Mille Plateaux/Sub Rosa, Sašo Sedlaček, Temp, Elke Auer, Esther Straganz, Nancy Mauro-Flude, 5voltcore (Emanuel Andel, Christian Gützer), Joerg Auzinger, Barbara Caspar, Thomas Feuerstein, Harald Holba, Annja Krautgasser, Maia Gusberti, Hans Weigand, Tomo Brejc, Sašo Vrabič, Chris Burke + John Dylan Keith + Terry Golob + Michele Darling, Robin Sloan, 0100101110101101.org, Olia Lialina + Dragan Espanschied, Eugenio Tisselli, Jessica Irvins, Esther Polak + Ieva Auzina, Amy Franceschini + Myriel Milicevic + Nis Romer, Srečo Dragan, Tilen Žbona, Vanja Mervič, Gorazd Krnc, Maja Smrekar, Peter Ciuha, Klemen Jeraša, Luka Leskovšek, Robi Caglič, Narvika Bovcon + Barak Reiser + Aleš Vaupotič, Mauro Arrighi + Andrea Gastaldi, FH Hagenberg, Kiberpipa + Boštjan Špetič, Razstava Narave 3 (Andraž Beguš, Robi Caglič, Brina Torkar, Aleksandra Saška Gruden, Andreja Eržen, Abel Konya, Polona Zupan, Barbara Ravnikar, Roberta Piccioni, Sabrina Mezzaqui, Stefan Bindreiter), VJ Dominik Mahnič

### 2007 – 13. MFRU
Trinajsti festival se je odvil med 13. in 13. majem 2007. 

Tema: Kjer so računalniki, tam je življenje: o napaki, možnosti in slučaju
Selektorici: Dunja Kukovec, Aleksandra Waltz
Ko-selektorji: Marina Gržinić, Jasmina Založnik, Jože Slaček

Seznam sodelujočih:
Atypiclab, Teresa Almeida, Marko Batista, Ali Cabbar, Miha Ciglar, Rodrigo Derteno, Stefan Doepner, Urška Golob, Kinda Hassan, Aline Helmcke, Sara Kolster + Derek Holzer, IMA (Inštutit za medijsko arheologijo, Kid Dog, Vesna Krebs, Daša Lakner, Alessandro Ludovico, Jure Novak + Meta Grgurevič + Andrej Lehrman, Marko Ornik, Ana Pečar + Dino Schreilechner, Sattyananda, Solmaz Shahbazi, Jeremy Schaller, Canan Senol, son:DA, Staalplaat Soundsystem, Tomaž Šolc, Igor Štromajer + Brane Zorman, TRAK47, ubermorgen.cin + Paolo Cirio + Alessandro Lodovico, Eduardo Kac, Kiberpipa : Error, TRIE

### 2008– 14. MFRU
Štirinajsti MFRU so po nekaj letih ponovno organizirali v jeseni. Potekal je med 1. in 3. oktobrom 2008. 

Tema: Ali lahko podoba danes še kaj pokaže?
Selektorja: Marko Ornik, Melita Zajc

Seznam sodelujočih:
Edvard Zajec, Jae C. Oh, BridA (Sendi Mango, Jurij Pavlica, Tom Kerševan), TeZ (Maurizio Martinucci), Borut Žalik + David Podgorelec + Sebastian Krivograd (UM FERI), Optofonica Surround Cinema, Wo0 + Incredible Bob, Trak 47 (Katja Hrvatin Jazbec, Ana Pečar, Gabi Filipović, Gregor Kosi, Andrej Hrvatin), Luka Prinčič, Kolektiv La Vitrine, Thomas Michalak aka T'M, Luka Frelih

### 2009 – 15. MFRU
Petnajsti festival je potekal med 12. in 14. novembrom 2009. Ob petnajsti obletnici festivala so kot osrednjo tematiko določili arhiviranje in vsled tega vzpostavili HiperFilm (Miha Horvat, Marko Ornik) ter mfruTV (selektor Jože Slaček). 

Tema: Doseg (ne)naključnega spomina
Selektorja: Marko Ornik, Melita Zajc (selektorica simpozija)

Seznam sodelujočih:
Miha Vipotnik + Alastair Stone + OM produkcija + Maja Boh + Dušan Rogelj + Andrej Trobentar + Luka Dekleva + Luka Prinčič, Tatjana Welzer Družovec, Maja Breznik, Miha Vipotnik, Igor Španjol, Melita Zajc, Marko Batista, OCTEX [aka Jernej Mušič], Cameron Bobro + Luka Dekleva, Dušan Zidar, Vesna Krebs + Primož Bončina + Borut Kumperščak, Ekipa brskanja po arhivu MFRU: Miha Horvat, Jože Slaček, Metka Golec, Tanja Cvitko, Marko Ornik
Sodelujoči na KIBLIX 2009: Adrian Vacca, Claudiusmaximus, krgn, ReacTable, Claude Heiland-Allen, Karsten Gebbert, Jan-Kees van Kampen, Robertina Šebjanič, Luka Frelih, Public Avatar (Martin B. Bricelj, Martin Wheeler, Slavko Glamočanin), Fenshu & Paul Destieu, Miha Presker

### 2010 – 16. MFRU
Šestnajsta edicija festivala je potekala med 18. in 28. oktobrom 2010. To leto so se povezali s festivalom Kiblix (Kibla, Maribor) in bienalom HAIP (Kiberpipa, Ljubljana) ter vzpostavili »Združeno festivalsko platformo KIBLIX + MFRU + HAIP«.

Tema združene festivalske platforme: nove podobe.nova.narava.nova zavest
Tema MFRU: Računalniške igre ali nove podobe domišljije
Selektorja MFRU: Marko Ornik (festival), Melita Zajc (simpozij)
Selektorica razstave FF/PLAY/REW: Petja Grafenauer
Selektor avdiovizualnih nastopov: Maurizio Martinucci – TeZ
Selektor KIBLIX: Miha Horvat
Selektorica HAIP: Maja Smrekar

Seznam sodelujočih:
Racquel Meyers, Goto80, Computadora, La Belle Indifference, Bas van Koolwijk, Evelina Domnitch + Dmitry Gelfand, Marcel Wierckx, Paul Prudence, Kolektiv Dardex - Mort2Faim, Kotki, Brazda lui Novac, Simon Berz, Amer-o-mat, Nove tendence, Openwear, HouseMouse, Isabelle Arvers Gouveia, Andrew Hall, Janez Strehovec, Melita Zajc, Viktorija Gošnak, Damjan Obal, Armin B. Wagner, Nic Geeraert, Varvara Guljajeva + Mar Canet, HONF, Diego Maranan + Angelo Vermeulen

### 2011 – 17. MFRU
Sedemnajsta edicija je potekala med 18. in 26. novembrom 2011. Tudi to leto je festival MFRU združil moči s festivalom KIBLIX.

Tema MFRU: Transmedialno pripovedništvo
Selektorji MFRU: Marko Ornik, Jaka Železnikar, Melita Zajc (simpozij)
Selektor AV nastopov v živo: Maurizio Martinucci – TeZ
Tema KIBLIX: Delimo
Selektor KIBLIX: Miha Horvat

Seznam sodelujočih:
Sonia Cillari, Paul Prudence + Francisco Lopez, Martijn Van Boven, Primož Oberžan, Jukeen, Marko Luk, Marijan Šijanec, Peter Ciuha, Ex Yu Electronica vol II, Špela Petrič, Kate Pullinger, FakePress, Christine Wilks, Tanja Vujinović, Matija Lapuh, Art Stays, Vasja Rovšnik, Marko Klemenčič - Peter Lihteneker, Cirkulacija 2, Nejc Krumpačnik, Katja Rigler, Matic Mačkovšek, Jani Sever, Mojca Pernat, Dženi Rostohar, Nerina T. Kocjančič, Danijel Hočevar, Irena Ostrouška, Jožko Rutar, Rudolf Skobe, Wolfgang Gumpelmeier, Berber Hagedorn, Suzana Žilič Fišer, Bodo Balazs, Melita Zajc, Jože Vogrinc

### 2012 – 18. MFRU
Osemnajsti MFRU je potekal med 2. in 13. oktobrom 2012. 

Tema: Ja tvoi sluga. Ja tvoi rabotnik. / Jaz, tvoj služabnik. Jaz, tvoj delavec. (naslov osrednje festivalske razstave)
Selektor: Marko Ornik
Selektorica osrednje festivalske razstave: Petja Grafenauer

Seznam sodelujočih:
So Kanno + Takahiro Yamaguchi, Nika Oblak + Primož Novak, Sašo Sedlaček, Open Reel Ensemble, DJ Who, JUNEsHELEN, Sweet Susie & Manni, Vasja Prograr + Irena Tomažin + Marko Batista, Valve/Membrance, Ashuhiro Ito, Rastko, Dis-Patch, The Breadboard Band, Exonemo, Suzueri/Eriko Suzuki & Satoru Higa, Yannah Valdevit, Tru Thoughts

### 2013 – 19. MFRU
Devetnajsti festival je potekal od 6. do 11. novembra 2013. Ponovno je bil združen s festivalom KIBLIX.

Skupna tema MFRU+KIBLIX 2013: Ko svetovi trčijo
Selektorji: Nina Jeza, Ida Hiršenfelder, Aleksandra Kostič, Jože Slaček, Maja Smrekar, Saša Spačal, Robertina Šebjanič, Franc Vrbančič, Marianne Wagner

Seznam sodelujočih (MFRU+KIBLIX):
Tania Candiani, Kathy High, Nitzsan Hoordin, Julian Ruiz, Inbal Cohen, Maša Jazbec, Karl Heinz Jeron, Yuri Klebanov, Roi Ronn, Yonatan Ben Ya'kov, Oscar Martin, Tiago Martins, R. O'nascimento, A. Zingerle, Tiago Martins, Vesela Mihaylova, Ricardo O'Nascimento, Eva Petrič, Vojko Pogačar, Dragana Sapanjoš, Theresa Schubert, Doron Segal, Jenny Bahar, Itay Kurgan, Sharar Yacoby, Maja Smrekar, Saša Spačal, Mirjan Švajgelj, Anil Podgornik, Visualising Palestine, Zoran Srdić Janežič, Robertina Šebjanič, Alen Hieng-Zergon, Ortotip, Jože Slaček, Femina, William Myers, Mojca Kumerdej, Peter Tomaž Dobrila, Christopher Fiorello, Ana Pečar, Djino Šutić, Monika Pocrnjić, Žiga Kranjec, Luka Frelih, Ricardo O'Nascimento, johnsmith, Malaventura, Ana Pečar + Luka Prinčič, Robertina Šebjanič + Alen Hieng-Zergon, Oskar Martin aka Oskoff Lovich, C-Drik Fermont, Jože Slaček + Primož Oberžan + Jan Strniša + Ortotip, Žiga Pavlovič, VJ PostArtLab & DJ DAMIR P. f.k.a. D'Sun, neagushi™, Electric Indigo, Elisabeth Schimana + Noid, Groovy Cartoon, Yoann Durant, Samo Pečar, Beno Soršak, Cameron Bobro, Stella Veciana + Dan Norton, C-drik aka Kirdec, Matjaž Lenhart + Dušan Zidar, Ana Čavič + Renée O'Drobinak, ŠC Elektro in računalniška šola Ptuj (Mentor: Franc Vrbančič, Raziskovalci: Franc Vrbančič, Šešo Aljaž, Tadej Vidovic, Niko Ivezič, Tomaž Šešerko, Stašo Frlež, Tomi Polajžer), Natalija Premužič, Gregor Krušič, OŠ Gorišnica (mentorja: Boštjan Rihtar, Arne Korsika; raziskovalci: Žiga Tilli, Aleks Bezjak, Evald Vrbančič, Aljaž Zorko), Suzana Uran, Luka Frelih + Tina Dolinšek + Žiga Kranjec, Študentke likovne pedagogike, Angelo Vermeulen, Jessica Anderson, Ana Pečar, Tomaž Gruškovnik, Katja Kos Finec, Žiga Dobnikar, Tanja Grosman

### 2014 – 20. MFRU
Jubilejna edicija se je odvila med 25. in 27. septembrom 2014. Dan prej, 24. septembra, so ob dvajsetletnici festivala organizirali simpozij, na katerem so sodelovali številni pretekli akterji festivala, npr. Janez Strehovec, Jože Slaček, Vojko Pogačar, Petja Grafenauer, Jaka Železnikar in Peter Tomaž Dobrila.

Tema: 2.0
Selektorica: Nina Jeza

Seznam sodelujočih:
Bogdan Soban, Maša Jazbec, Monika Pocrnjić, Zoran Srdić Janežič, Borut Savski, Abaz Dizdarević, Dino Karailo, Marko Batista, Sanela Jahić, Borut Savski, Nikola Simanić, Študenti ALUO (mentorja Srečo Dragan in Dušan Bučar), Miha Kralj, NONOTAK, Miha Ciglar, Primož Oberžan, Baran Güleşen, Jara Vogrič, Janez Strehovec, Maja Murnik, Vojko Pogačar, Jože Slaček, Petja Grafenauer, Jaka Železnikar, Peter Tomaž Dobrila, Nina Jeza, Dušan Slavinec, Slobodan Trajković, Tomaž Gruškovnik, Dušan Bučar, Irena Pivka + Brane Zorman, Robocup dance, SŠC, Elekto in računalniška šola, Ptuj (mentor: Franc Vrbančič), BEST - Board of European Students of Technology

### 2015 – 21. MFRU
Enaindvajseta edicija se je zgodila med 7. in 9. oktobrom 2015. Tudi to leto je MFRU potekal istočasno in v sodelovanju s festivalom KIBLIX. 

Tema: Lift me up!
Selektorji (MFRU+KIBLIX): Nina Jeza, Aleksandra Kostič, Marko Ornik, Jože Slaček

Seznam sodelujočih:
Martina Mežak, Marie Polakova + Jonathan Cremieux, Tatjana Tanja Vujinović Kušej, Hrvoje Hiršl, Zoran Srdić Janežič + Jana Putrle Srdić, Abaz Dizaderević, Dino Karailo, Borut Savski, Jure Fingušt, Matjaž Požlep, Andrej Koruza, Qejmi Hadrović, Robertina Šebjanič + Monika Pocrnjić, Saša Spačal + Ida Hiršenfelder, Tomaž Furlan, Luciana Haill, Jens Vetter, Deborah Hustić, AR LIBRIS (Jože Slaček, Jan Sterniša, Matej Jarc, Hana Repše, Miha Sagain, RenePuhlar, Marko Ornik, Nataša Berk, Igor Unuk, Kristjan Robič, Toni Soprano, Ana Pečar, Denis Škofič, David Bedrač, Jan Šmarčan, Petra Kolmančič, Tomislav Vrečar, Dejan Koban, Lučka Zorko, Lucija Mlinarič, Anja Golob, Veronika Dintinjana, Maja Malus Azhdari, Nino Flisar, Monika Pocrnjić, Gregor Rojko), Aleš Hieng Zergon, IZLAND + jesusonecstasy, Emiljo AC, Aisen Caro Chacin + Robertina Šebjanič, Kasia Justka, Louise Harris, LadyBird, DJ Nati Katchi, Jens Vetter + Karol Kagan, Octex - Jernej Marušič, Wo0 + Incredible Bob, Podjetje ArtRebel, Maja Murnik, Martin Kusch, Tomaž Gruškovnik, Janez Strehovec, Študentje Interface culture (mentorica: Michaella Ortner; Jure Fingušt, Jens Vetter), Študentje Strojne fakultete, oddelek za tekstilstvo, Univerza v Mariboru (mentorica: Sonja Šterman), Študentje Visoke šole za umetnost, Nova Gorica (mentorica: Rene Rusjan), Vojko Pogačar, Matjaž Lenhart, Milan Rotovnik, Suzana Uran, Natalija Premužič, Monika Pocrnjić, Aleš Stojak + Arne Korsika + Tadej Tofant, Gregor Krušič + Sandra Janžekovič, Jure Pikl, Blaž Vrečko + KID Alphawawe

### 2016 – 22. MFRU
Dvaindvajseti festival MFRU je potekal med 7. in 16. novembrom 2016. S to edicijo se je pričela festivalska Trilogija zaupanja (2016–2018).  
Na festivalu so prvič podelili študentske štipendije. Prejemniki so bili Nejc Zajec iz Akademije za likovno umetnost in oblikovanje, Univerza v Ljubljani, skupina B-52 (Sara Kajba, Tamara Šuc, Amadeus Birca, Katja Škorjanc, Maja Gabrovec) iz Pedagoške fakultete, Univerza v Mariboru in Helene Thuemmel ter Una Rebić iz Akademije za umetnost, Univerza v Novi Gorici. 
Tema: Zaupanje 1. Lokalno zaupanje
Selektor: Miha Horvat

Seznam sodelujočih:
Beli šum, Cameron Bobro, SGMK, Ema Kugler, Tina Lanišek + Anja Plemenitaš, Nejc Zajec, Helene Thuemmel, Una Rebić, B-52 (Sara Kajba, Tamara Šuc, Amadeus Birca, Katja Škorjanc, Maja Gabrovec), Magda Stawarska – Beavan, Hackteria, Dexeoeahoexterlesterlesterlehuxdexaa, Zoran Srdić Janežič, Tibor Hrs Pandur Eppinger, Ida Hiršenfelder, Slobodan Maksimović, Us(c)hi Reiter, Špela Petrič, Maja Smrekar, Marko Luk, Sonda3, Kreatorlab + Igor Pikl + Peter Dobaj + Gregor Rojko + Jože Slaček, Martin Reiche, Slavko Tihec, Oliver Larić, Dominik Mahnič, Vlado Repnik, Radiocona, Miha Presker, Boštjan Čadež, Paul Destieu, Eva Ursprung, Georg Weckwerth,, Claude Treptow, Timo Toots, Oliver Jaeggi, Urs Gaudenz, Lina Rica, Aleksandra Domanović, Veli&Amos, Miroslav Ničić, Davor Sanvincenti, Tonspur, Djsplinta, VJsajko, Šuljo, Mina Fina, Toni Soprano

### 2017 – 23. MFRU
Triindvajseti MFRU je potekal med 6. in 18. oktobrom 2017. Gre za drugi del trilogije zaupanja, kjer so se tkale povezave med nacionalnimi institucijami. Selektor je k sodelovanju na festivalu povabil večino državnih producentov, nacionalnih institucij in nevladnih iniciativ ter slovenskih umetnikov in umetnic, ki delujejo v polju tovrstne umetnosti.
Na festivalu so ponovno podelili študentske štipendije. Prejemniki so bili Domen Dimovski iz Akademije za likovno umetnost in oblikovanje, Univerza v Ljubljani, skupina študentov Anja Hauptman, Anja Jurše, Keber Kristina, Ivan Stanojevič, Mitja Cvetko iz Fakultete za elektrotehniko in informatiko, Univerza v Mariboru in Miha Godec iz Akademije za umetnost, Univerza v Novi Gorici ter Tina Lanišek iz Pedagoške fakultete, Univerza v Mariboru.
Tema: Zaupanje.2: Nacionalno zaupanje
Selektor: Miha Horvat

Seznam sodelujočih:
Constanza Piña, Dave Phillips, Bruital Orgasme, Futuro De Hierro, Marko Jakopanec, Deconstruct, Magnetic Shift, Infundibulum, Magda Stawarska-Beavan, Domen Dimovski, Miha Godec, Cvetko + Stanojević + Hauptman + Jurše + Keber, Tina Lanišek, Kathy Rae Huffman, Franc Curk, Goran Devide, Hidrogizma, Brina Jež Brezavšček, Marko Košnik, Seta Mušič, Skupina Oho (Marko Pogačnik), Marko Peljhan, Marjan Šijanec, Miha Vipotnik, Edvard Zajec, Ida Hiršenfelder, Radiocona, Zoran Srdić Janežič, Martin Bricelj Baraga, Marko Batista, Neven Korda, Cirkulacija-2, Ana Pečar, Perry Bard, Nancy Buchanan, Marina Gržinić + Aina Šmid, Filipa Cesar + Grada Kilomba + Diana Mccarty, Evelin Stermitz, Eva Ursprung, Petra Kapš, Monika Pocrnjić, Luka Prinčič, Ontervjabbit, Toni Soprano, Tatsuru Arai, Izvanredni Bob / Hetem, Marko Ornik, Kaja Pogačar, Wolfgang Mitterer, Georg Weckwerth, Institucije: Atol, Aksioma, Mota, Galerija Kapelica / Sonoretum, Cona, Zavod Uho; Oko, Kreatorlab, Tonspur, Rampa, MSUM+MG, UGM, FGPA

### 2018 – 24. MFRU
Štiriindvajseta edicija festivala je potekala od 12. do 19. oktobra 2018 in je bila tretji ter zadnji del serije zaupanja. Posvečena je bila vzpostavitvi in krepitvi odnosov z mednarodnimi institucijami, producenti, umetnicami in umetniki, hkrati pa je imela posebno sekcijo »Ženski forum«. Organizirali so Wiki-akcijo, v okviru katere so obiskovalke povabili, da na Wikipediji ustvarijo gesla za vse dosedanje gostujoče umetnice in selektorice festivala.
Na festivalu so ponovno podelili študentske štipendije. Prejemniki so bili Nina Baznik iz Akademije za likovno umetnost in oblikovanje, Univerza v Ljubljani, Saša Brdnik, Nuša Majcen, Ana Tomšič iz Fakultete za elektrotehniko in informatiko, Univerza v Mariboru in Sandra Jovanovska iz Akademije za umetnost, Univerza v Novi Gorici. 
Tema: Zaupanje.3: Mednarodno zaupanje + Ženski forum
Selektor: Miha Horvat

Seznam sodelujočih:
Aphra Tesla, Nataša Berk, Nina Baznik, Nina Dragičević, Marina Gržinić, Nika Ham, Ida Hiršenfelder, Jasna Hribernik, Maša Jazbec, Tjaša Kancler, Živa Kleindienst, Kaja Kraner, Ema Kugler, Dunja Kukovec, Nancy Buchanan, Shu Lea Cheang, Karoe Goldt, Hiroshi Hasegawa, Lynn Hershman Leeson, Kathy Rae Huffman, Sandra Jovanovska, Kikimore, Bojana S. Knežević, Susanne Regina Meures, Nataša Muševič aka dot, Katarina Petrović, Špela Petrič, Paula Pin, Monika Pocrnjić, Kaja Pogačar, Nataša Prosenc, Phurpa, Radiocona, Teja Reba, Lina Rica, Sandra Sajovic, Maja Smrekar, Toni Soprano, Saša Spačal, Svetlana Slapšak, Evelin Stermitz, Robertina Šebjanič, Aina Šmid, Apolonija Šušteršič, Nataša Teofilović, Polona Tratnik, Eva Ursprung, Maja Žigart, Karen Werner, Agnieszka Wolodzko, Saša Kesić, Marko Ornik, Jože Slaček, Borut Savski, Neven M. Agalma, Davor Mišković, Georg Weckwerth, Jure Kirbiš, Žiga Brdnik, Pi, Teratom, Pirate Sheep, Tanel Rander, Reni Hofmüller, Uschi Reiter, Saša Brdnik + Nuša Majcen + Ana Tomšič, Yvette Janine Jackson, Jonas Žnidaršič, Artur Švarc, Bor Greiner, Marko Pigac

### 2019 – 25. MFRU
Petindvajseti festival je potekal od 11. do 18. oktobra 2019. Osrednja festivalska razstava, naslovljena Avtomatizirane ekologije je bila postavljena v zgradbi Pristan/Staninvest in v podhodu Slavija. V okviru samostojne obfestivalske enote se je prestavila mreža centrov raziskovalnih umetnosti KONS. Petindvajseto obletnico festivala je MFRU praznoval skupaj s festivalom Mesto žensk. Ob tej priložnosti so pripravili skupen program, ki je odpiral vprašanja o njuni zgodovini in preteklosti in o skupnih točkah feminizma in novih tehnologij.
Na festivalu so ponovno podelili študentske nagrade. Prejemniki so bili Edina Muftić iz Akademije za likovno umetnost in oblikovanje, Univerza v Ljubljani, Nika Metličar Fakultete za elektrotehniko in informatiko, Univerza v Mariboru in Matija Ternovec ter Denis Perčič iz Akademije za umetnost, Univerza v Novi Gorici.
Tema osrednje razstave: Avtomatizirane ekologije
Kuratorica festivala: Tjaša Pogačar
Kuratorji diskurzivnega programa: Marko Bauer, Andrej Tomažin, Tjaša Pogačar

Sodelujoči umetniki:
Agustina Andreoletti, drone emoji, Max Hampshire, Anja Jelovšek, Paul Kolling, Voranc Kumar, Blaž Miklavčič, Špela Petrič, Paul Seidler, Frida Ortgies-Tonn, Jenna Sutela, Dorota Gawęda in Eglė Kulbokaitė, Tadej Vindiš, Staš Vrenko, Tanja Vujinović, Johannes Wilke

Govorci:
Louis Armand, Marko Bauer, Robert Bobnič, Vít Bohal, Dustin Breitling, Peli Grietzer, Marina Gržinić, Mark Horvath, Adam Lovasz, Andrej Tomažin, Bogna M. Konior, Primož Krašovec, Lukáš Likavčan, Domen Ograjenšek, Maks Valenčič.
V sklopu ŠUMx video serije: Benjamin Bratton, Mat Dryhurst, Metahaven.

### 2020 - 26. MFRU
Razglasitev epidemije Covida 19 je preprečila izvedbo programa festivala v prvotnem, napovedanem terminu (23.–29. oktober). Izredna situacija je zahtevala tudi prilagoditve načina izvedbe že pripravljenega programa festivala MFRU.
Več kot polovica festivalskega programa je bila izvedena v prvotno načrtovani obliki:
-      razstava intermedijskih projektov študentskih nagrajencev v galeriji Media Nox,
-      razstava zvočne intervencije v javnem prostoru Tonšpur pasaža,
-      razstava MFRU Arhiv v nastajanju in
-      ŠUMxVIDEO teoretski video sklop.
Celoten diskurzivi program smo morali zaradi epidemije preseliti v spletno obliko (predavanja teoretikov in kuratorjev), kar smo uspešno izvedli in objavili na spletni platformi - spletni strani festivala.
Izvedli smo adaptacijo kuriranega/tematskega razstavnega programa MFRU za spletno predstavitev. Ta del smo izvedli v dogovoru s sodelujočimi umetniki ter v tesnem sodelovanju z MFRU oblikovalcem in razvijalcem domačega spletnega mesta. Spletna predstavitev je vključevala tudi pogovore z umetniki oziroma predstavitve umetnikov (t. i. artist talks), v katerih so umetniki v videoposnetkih podrobneje predstavili svoje delo.
Nosilna platforma oziroma agregat vseh naštetih vsebin programa 26. festivala MFRU je spletno mesto festivala, ki smo ga letos tudi povsem prenovili. 
Festival se je skupaj s preddogodki in post-dogodki izvajal v obdobju 14. 10. do 15. 12. 2020. Glavnina festivalskega programa pa je izvajala do 29. 11. 2020.
Sodelujoči:

### 2021 - 27. MFRU
Tema 27. MFRU je bila Kaj je v resnici naše in kaj nam lahko prinese tretje desetletje 21. stoletja?
Programska vodja in kuratorka: Aleksandra Saška Gruden

Program 27. MFRU-ja je bil sestavljen iz šestih sklopov: Glavne razstave, diskurzivnega programa, študentske nagrade in razstave, spremljevalnega programa/AR VR #INTERVENCIJE, model konS in povezovanja z drugimi festivali in RTV SLO

Sodelujoči: Vojko Pogačar, Maja Smrekar, Danica  Bičanič, BEAM TEAM; (Anja Romih in Stela Ivšek), , Rob Canning in Monika Pocrnjić, Ksenija Čerče, Goran Despotovski, Heklab, Emil Kozole , Ivan Marušič Klif, OR Piesis (alias Petra Kapš,  Sašo Sedlaček, Tilen Sepič, Toni Soprano  Meneglejte  , Saša Spačal,, Virtual.Unit, Boštjan Čadež, Dam Podjed, Peter Purg, Polona Tratnik, Steve Fuller
Študentje, avtorji nagrajenih projektov: Vasily Kuzmich, Olena Potočnik, Doroteja Dolinšek.

### 2022 - 28. MFRU
Tema 28. MFRU-ja je bila Ekspanzija mogočega in kompleksnost zavesti. Festival je potekal med 7.- 14.10.2022 v Mariboru in Zagrebu (Hrvaška)
Programska vodja in kuratorka: Aleksandra Saška Gruden

Festival je ponovno postregel s šestimi sklopi: Glavne razstave, diskurzivnega programa, študentske nagrade in razstave, spremljevalnega programa, konS model in povezovanja z drugimi festivali in RTV SLO.

Sodelujoči: Janez Strehovec, Jasne Hribernik, Betina Habjanič, Stevan Kojić, Zvonka Simčič, Mojca Senegačnik, Monika Pocrnjič, Valerie Wolf Gang, Martin Bricelj Baraga, Melissa Ghazale, Miram Elburn, Larisa Blažič, Lazar Mihajlović, Dalea Kovačec, Vid Merlak, Sara Bezovšek, Simon Macuh in Estela Žutič, Simon Whetham, Jata C, Lavoslave Benčič,Narvika Bavcon, Mojca Puncer, Tomaž Grušovnik.

Študentke, avtorji nagrajenih projektov: Nika Tomažič, Lara Žagar, Hana Zadnikar.

### 2023 - 29. MFRU
29. Mednarodni festival računalniške umetnosti (MFRU) je potekal med 6. in 13. oktobrom 2023 leta. Tema festivala je bila Periodizacija prostora in časa skozi intermedijsko.
Kuratorica in programska vodja: Aleksandra Saška Gruden.
Festival je ponudil naslednje festivalske sklope: Glavna razstava, diskurzivnega programa, študentske nagrade in razstave, spremljevalnega programa, delavnice, povezovanja z drugimi festivali in RTV SLO, post festivalski dogodek.
Sodelujoči:
Igor Štromajer, Marko Ornik, Stelarc, Jože Slaček, Mitja Lorenčič, Maja Smrekar, Miha Colner, Miha Vipotnik, Robertina Šebjanič, Tomaž Pavšek in Tyana Rendič, Manca Žitnik. Zoran Srdić Janežič, Nika Oblak, Primož Novak, Jaka Waldhutter, Nejc Trampuž, Dmitry Morozov (::vtol::), Isidora Todorović, FaceOrFactory, Martina Batinić, Brad Downay, Jan Vormann, Dalea Kovačec, Marko Damiš, Abirala Khadke - Joondroid, OR poiesis - Petra Kapš, Rob Canning, dr. Tomaž Grušovnik, dr. Wolfgang Ernst, Robert Bobnič, Irena Borić, Ian Keaveny, Bee Nix, Andrej Žižek, Simon Whetham, Anže Seklja, Staš Vrenko, Nika Tomažič, Festival FU:BAR.